# João Maria de Varano
João Maria de Varano (em italiano:  Giovanni Maria da Varano; Camerino, 1481 – Camerino, 19 de agosto de 1527) foi um nobre e político italiano do período da Renascença, que governou o Camerino, primeiro como Senhor (1504-1515) e depois como Duque (1515-1527).

## Biografia
João Maria era filho de Júlio César de Varano (Giulio Cesare da Varano), morto em 1502 junto com os filhos de César Bórgia pelas mãos do assassino Michelotto Corella. Bórgia apoderara-se de Camerino e, em 1502, e pai de João Maria conseguira-o salvar, enviando-o a Veneza, juntamente com a mãe Elisabeta Malatesta e com a sua irmã mais velha, a irmã Camila Batista de Varano, que levaram também as joias de família.  Pela morte do Papa Alexandre VI, em 1503, os Varano recuperaram a posse dos seus feudos e João Maria regressa a Camerino sendo aclamado no senhorio, com consentimento do novo Papa Júlio II. 
Os avós maternos de João Maria eram Sigismundo Pandolfo Malatesta, Senhor de Rimini, e Polissena Sforza.
A 30 de maio de 1515, João Maria foi solenemente coroado no Templo dell'Annunziata como primeiro duque de Camerino, após a investidura concedida pelo Papa Leão X. Reforçou a Rocca Borgesca construído por Valentino e ampliou o Palácio Ducal. Aqui ele organizou, junto com sua esposa, uma corte principesca, aumentando o prestígio da família. Era hábito hospedar-se na residência de verão do castelo de Ajello e na rocca Varano. 

## Casamento e descendência
João Maria casou em 1520 com Catarina Cybo (1501-1557), filha de Franceschetto Cybo (filho natural do Papa Inocêncio VIII) e de Madalena de Médici.  Deste casamento nasceu apenas uma filha:
- Júlia (Giulia), (1523-1547), que lhe vem a suceder e que casou em 1534 com o Duque de Urbino Guidobaldo II Della Rovere.

Teve também três filhos bastardos:
- Rodolfo, militar;
- Júlio César (Giulio Cesare), religioso;
- Cornelia, que casou com Giulio Montevecchio di Fano.

## Sucessão
O matrimónio da sua filha herdeira foi preparado pela duquesa mãe, na qualidade de regente de Camerino, na sequência da morte, com peste, do consorte, ocorrida em 1527, ligado os dois ducado e Camerino e Urbino. O domínio do ducado foi objeto de negociação entre Júlia, o seu primo do ramo de Ferrara, Hércules de Varano, e o seu meio-irmão Rodolfo. Mas Júlia vem a falecer, com a idade de 24 anos, em 1547, sendo as suas terras cedidas, em 1539 ao duque de Parma, Octávio Farnésio, e, depois, incorporadas nos Estados Pontifícios.

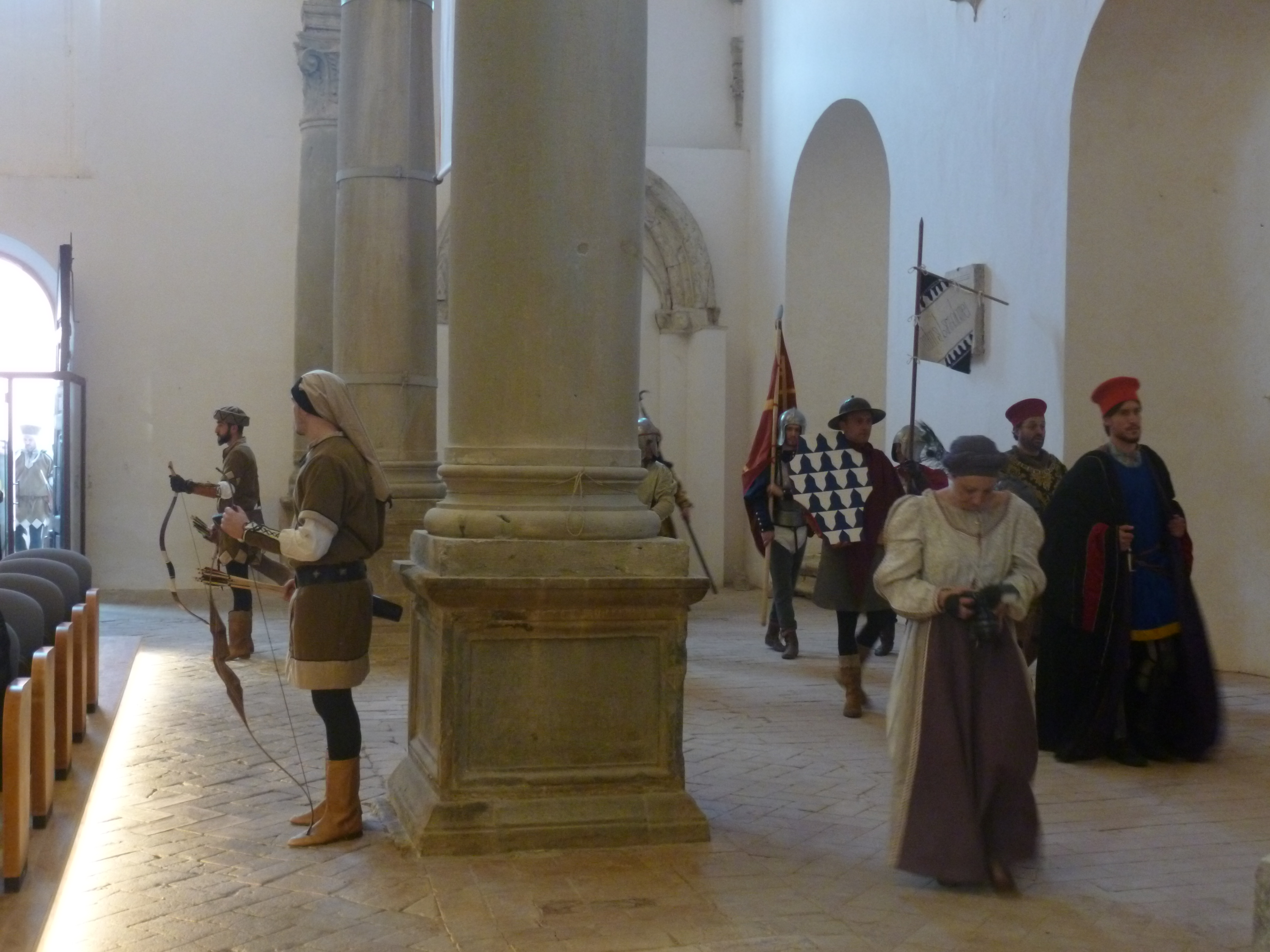
Templo da Anunciada reinvocação da coroação de João Maria
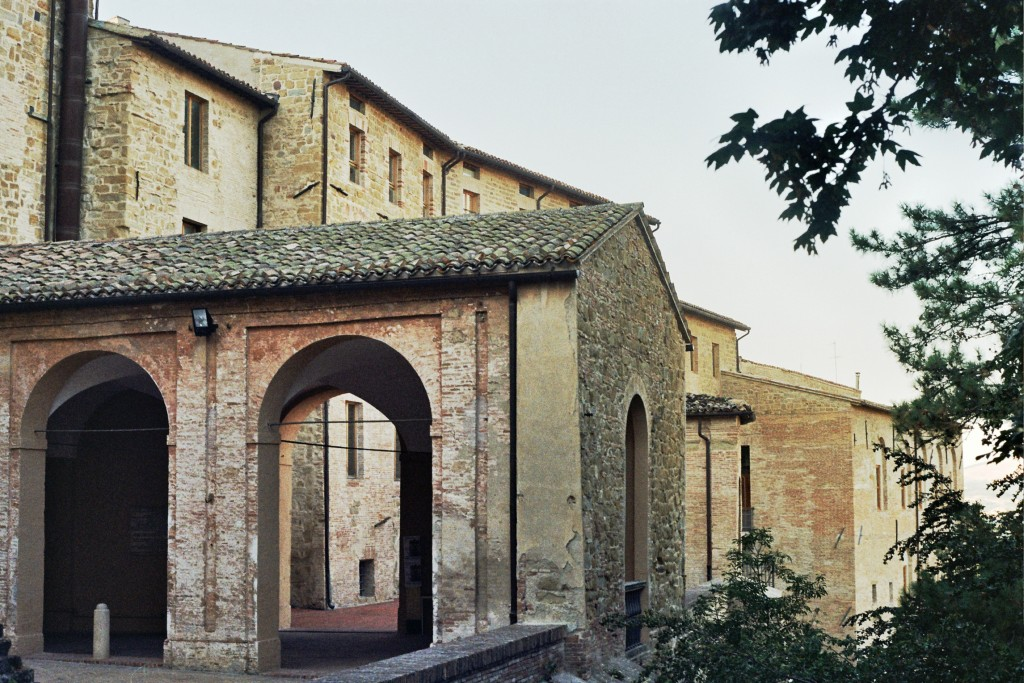
Palácio ducal (Camerino)
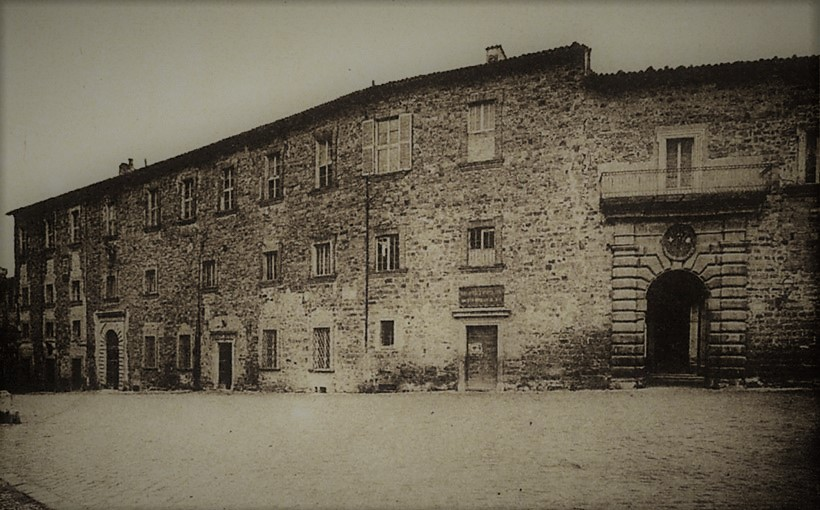
O palácio ducal de Camerino em 1921
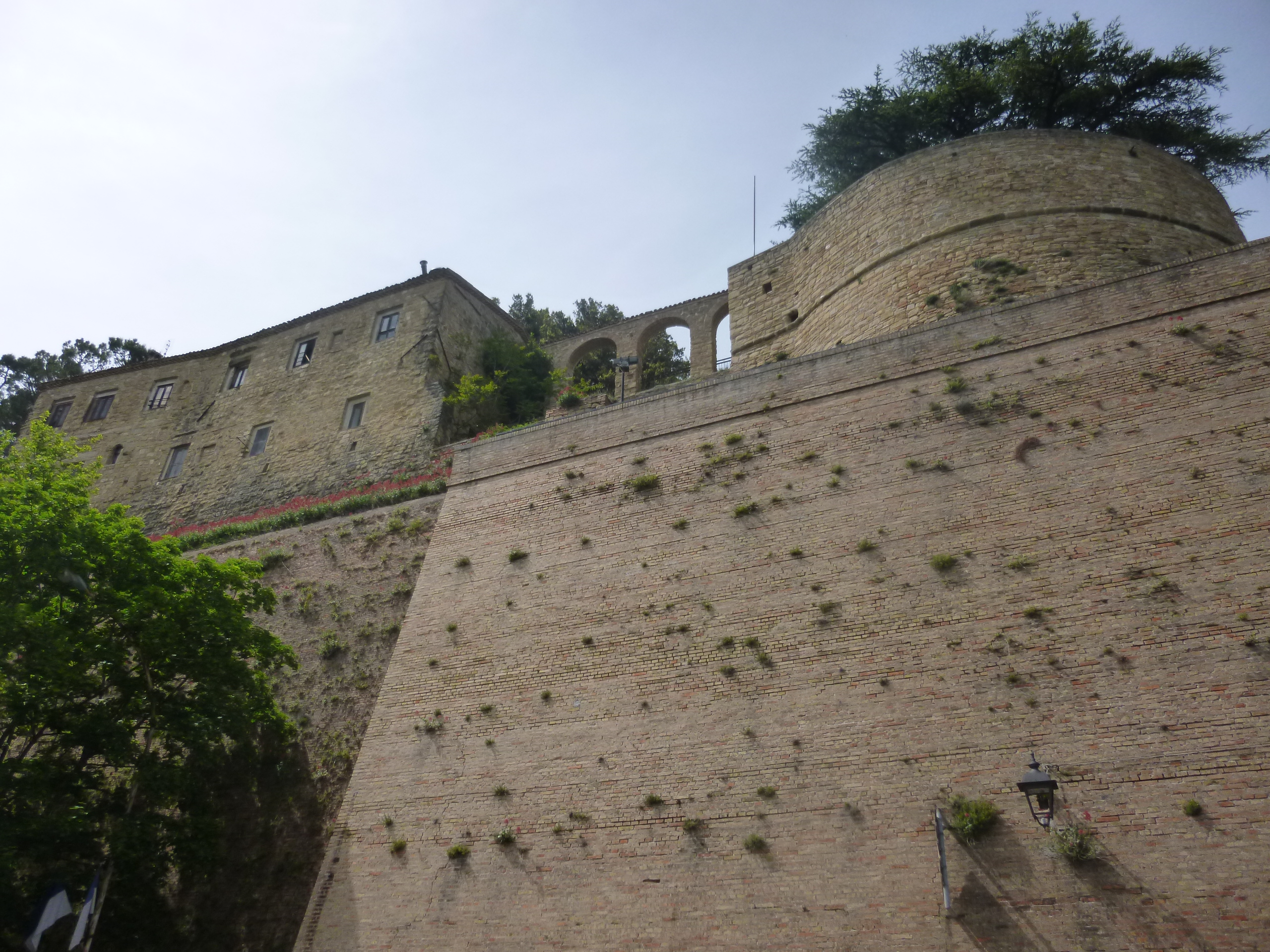
A Rocca Borgesca
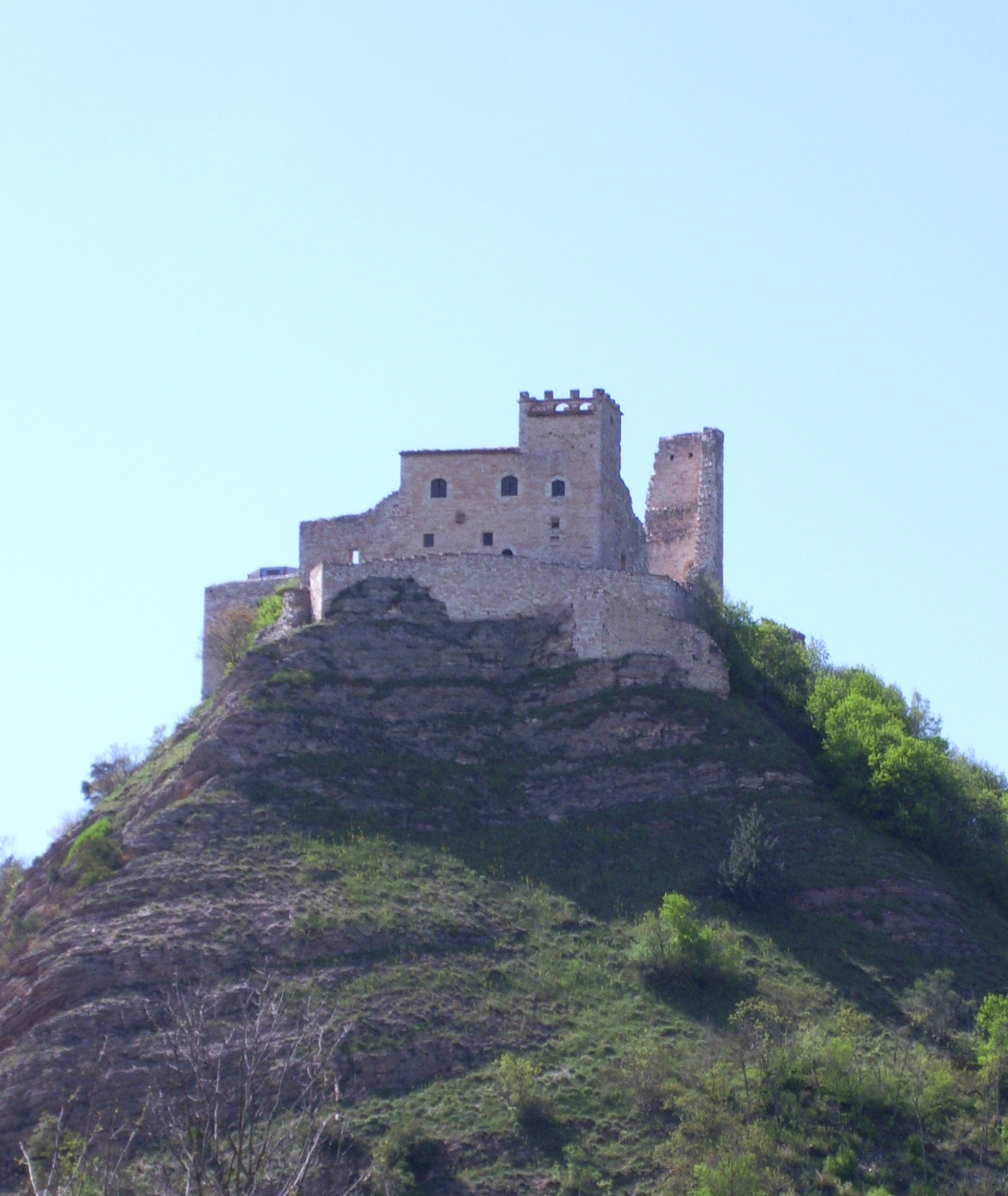
A Rocca Varano
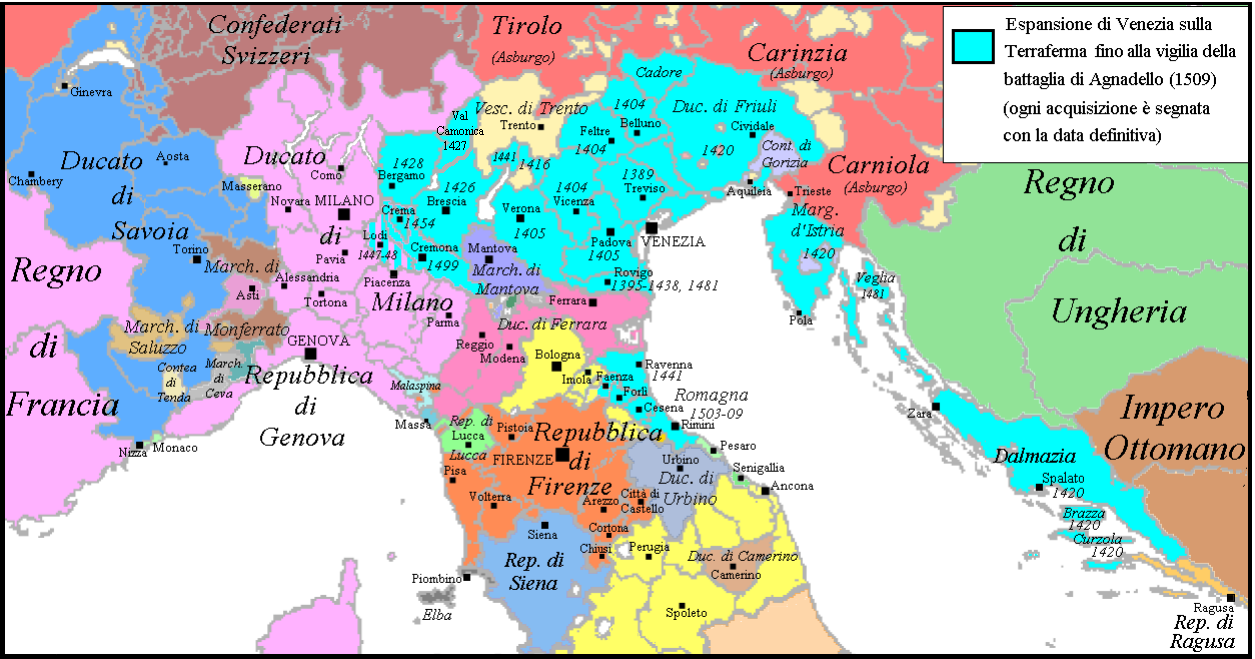
Localização do ducado de Camerino